# Віроломство (право)
Віроломство (англ. perfidy) — в контексті військового права, одне з діянь, що порушують міжнародні закони війни. Форма обману, вчиненого у порушення загальноприйнятих норм порядності для досягнення військової переваги. Класифікується як воєнний злочин.

## Сутність терміна
Міжнародне гуманітарне право визначає віроломство як дії, які спрямовані на те, щоб викликати довіру противника, примусити його повірити, що він має право на захист і зобов’язаний надати такий захист згідно з  нормами міжнародного права, що застосовуються в період збройних конфліктів, з метою його обману. Забороняється вбивати, завдавати поранення або брати в полон противника, вдаючись до віроломства.
Однак, міжнародне гуманітарне право не забороняє використання військових хитрощів з метою введення противника в оману (маскування, демонстративні дії, дезінформація, імітація тощо).

## Юридичний аспект
Віроломство (англ. perfidy) заборонено Додатковим протоколом №1 до Женевських конвенцій 1949 року, а саме статтею 37. Там же дано сучасне визначення цього терміна. Як приклади наводяться
а) симулювання наміру вести переговори під прапором перемир'я або симулювання капітуляції;
б) симулювання виходу зі строю внаслідок поранень чи хвороби;
в) симулювання володіння статусом цивільної особи або некомбатанта; 
г) симулювання володіння статусом, що надає захист, шляхом використання знаків, емблем або форменого одягу Організації Об'єднаних Націй, нейтральних держав або інших держав, які не є сторонами, що перебувають у конфлікті.

## Історичні приклади
- Друга світова війна. В ході операції «Гриф» загони сил спеціального призначення Німеччини під командуванням Отто Скорцені діяли в тилу американських військ в американській військовій формі. При полоненні ці військовослужбовці не поміщалися у число військовополонених, а розстрілювались на місці.[3]

- Напад Росії на Україну. Листопад 2022р. Україна, Луганська область, с. Макіївка.

Українські військові брали в полон групу росіян більше 10 чоловік.
Під час здачі в полон один з росіян відкрив вогонь, поранивши одного з українських військових. В результаті віроламства зав'язався бій, в якому загинули усі росіяни .